# The Gift (album av Bizzy Bone)
The Gift är den amerikanska rapparen Bizzy Bones andra soloalbum som släpptes den 20 mars, 2001. Albumet har inga gästartister. Låten "Father" är den enda singeln. Låten "Fried Day" är på soundtracket till filmen Next Friday.

## Låtlista
| Nr | Namn                   | Gästartist(er) | Längd |
| -- | ---------------------- | -------------- | ----- |
| 1  | Schizophrenic          |                | 4:29  |
| 2  | Don't Be Dumb          |                | 3:51  |
| 3  | Whole Wide World       |                | 3:29  |
| 4  | Never Grow             |                | 4:39  |
| 5  | Murderah               |                | 3:30  |
| 6  | Before I Go            |                | 4:11  |
| 7  | Be Careful             |                | 4:29  |
| 8  | Fried Day              |                | 4:38  |
| 9  | Voices in the Head     |                | 2:20  |
| 10 | Still Thuggish Ruggish |                | 4:09  |
| 11 | Don't Doubt Me         |                | 4:33  |
| 12 | Time Passing Us By     |                | 5:03  |
| 13 | Father                 |                | 4:49  |
| 14 | Jesus                  |                | 4:47  |